# SOLITUDE (中森明菜の曲)
「SOLITUDE」（ソリチュード）は、日本の歌手である中森明菜の楽曲。この楽曲は中森の13枚目のシングルとして、1985年10月9日にワーナー・パイオニアのリプリーズ・レコードレーベルよりリリースされた (EP: L-1670)。

## 背景
「SOLITUDE」は、1985年10月9日にシングル・レコード (EP: L-1670)で発売された。この楽曲は、湯川れい子が作詞し、タケカワユキヒデが作曲を手掛け、中村哲によって編曲された。中森の作品では湯川とタケカワは初組み合わせとなったが、1985年8月10日にリリースした中森のスタジオ・アルバム『D404ME』の収録曲を両者はそれぞれ手掛けている。この楽曲は、中森本人が選出したことでシングル化された。本曲は後の作品でも新録されており、2007年3月にリリースしたベスト・アルバム『バラード・ベスト 〜25th Anniversary Selection〜』に収録された。
シングル盤「SOLITUDE」のB面として発表された「AGAIN」は、シンガーソングライターのあらい舞からの楽曲提供で、「SOLITUDE」に続いて中村がアレンジを手掛けた楽曲である。

## 批評
『CDジャーナル』は「SOLITUDE」について、「都会的な歌詞とサウンド」と称した。音楽評論家の堤昌司は、この楽曲の音楽性を「マイケル・マクドナルド風」の都会的なサウンドと絶賛し、もの憂げな雰囲気があると評した。また、中森の歌唱については、自身が得意とするスタイルをあたかも封じているかのように、あえて強めに歌唱することなく一貫してソフトな調子であると批評した。

## チャート成績
この楽曲は、オリコン週間シングルチャートでは、1985年10月21日付で初登場・最高順位ともに1位を記録した。同チャートの100位以内においては、計17週に渡ってランクインしている。また、1985年度のオリコン年間シングルチャートでは、35位を記録した。TBS系の音楽番組『ザ・ベストテン』では、1985年10月31日から1985年11月14日の3週連続で最高順位2位を記録した。

## ライブ・パフォーマンス
「SOLITUDE」はリリース後、TBS系の『ザ・ベストテン』やフジテレビ系の『夜のヒットスタジオDELUXE』といった音楽番組などで歌唱された。コンサート・ツアーでは、1985年7月6日より開催していたツアーBITTER & SWEETはじめ、1997年のFelicidadや、2001年のALL ABOUT AKINA 20th Anniversary IT'S BRAND NEW DAY、2003年のAKINA NAKAMORI LIVE TOUR 2003 - I hope so -、2004年のAKINA NAKAMORI A-1 tour 2004など、複数のライブのセットリストに組まれる楽曲の一つでもある。

## 収録曲
| 全編曲: 中村哲。 |              |            |                  |      |
| #                | タイトル     | 作詞       | 作曲             | 時間 |
| A.               | 「SOLITUDE」 | 湯川れい子 | タケカワユキヒデ | 4:25 |
| B.               | 「AGAIN」    | あらい舞   | あらい舞         | 4:29 |
| 合計時間:        | 合計時間:    | 合計時間:  | 合計時間:        | 8:54 |

### 規格
- 1988年6月25日 - 8cmCD: 10SL-143[20]
- 1988年12月21日 - CT: 10L5-4052[21]
- 1998年11月26日 - 12cmCD: WPC6-8670[22]
- 2008年11月12日 - デジタル・ダウンロード[23][24]
- 2014年6月18日 - 12cmCD, Singles Box 1982-1991の一枚として

## クレジット
- photo by 清水伸充[6]

## 参照
1. ↑  “iTunes - ミュージック - 中森明菜「SOLITUDE（オリジナル・シングル・ジャケット）」”.  Apple. 2012年8月18日閲覧。
2. 1 2 3 4  『AKINA』（4×12cmCD）中森明菜、ワーナーミュージック・ジャパン、1993年11月10日。WPCL-770〜3。
3. 1 2  クラブハウス『オリコン No.1 HITS 500 1968〜1985 (上) オリコンチャート1位ヒットソング集』クラブハウス、1998年11月1日。ISBN 490649613X。
4. 1 2  『別冊ザテレビジョン ザ・ベストテン 〜蘇る!80'sポップスHITヒストリー〜』角川インタラクティブ・メディア、2004年12月。ISBN 4048944533。
5. 1 2 3 4  馬飼野元宏『Hotwax presents 歌謡曲 名曲名盤ガイド 1980's』シンコーミュージック・エンタテイメント、2006年7月20日、220-222頁。ISBN 440175106X。
6. 1 2 3 4  『SOLITUDE』（EP）中森明菜、ワーナー・パイオニア、1985年10月9日。L-1670。
7. 1 2 3 4 5  クラブハウス『オリコン No.1 HITS 500 1968〜1985 (上) オリコンチャート1位ヒットソング集』クラブハウス、1998年11月1日、215、285頁頁。ISBN 4906496121。
8. ↑  『D404ME』（LP）中森明菜、ワーナー・パイオニア、1985年8月10日。L-12594。
9. 1 2 3 4 5  堤昌司『コンプリート・シングル・コレクションズ〜ファースト・テン・イヤーズ＜ライノ・プレミアム・エディション＞』（4×12cmCD）中森明菜、ワーナーミュージック・ジャパン、2009年6月10日、18頁。WPCL-10681/84。
10. 1 2  “中森明菜 / バラード・ベスト〜25th Anniversary Selection〜 [CD] [アルバム] - CDJournal.com”. 楽曲コメント.   音楽出版社. 2011年9月11日閲覧。
11. ↑  “Maii Friend 【Profile】”.   あらい舞 Official Site. 2011年9月11日閲覧。
12. ↑  『別冊ザテレビジョン ザ・ベストテン 〜蘇る!80'sポップスHITヒストリー〜』角川インタラクティブ・メディア、2004年12月、136-137頁。ISBN 4048944533。
13. ↑  『ザ・ベストテン 中森明菜 プレミアムBOX』（5DVD）中森明菜、ユニバーサルミュージック合同会社、2012年3月28日。POBD-22043/7。
14. ↑  “中森明菜 UNIVERSAL MUSIC OFFICIAL WEBSITE”. ディスク別収録曲一覧.   ユニバーサルミュージック合同会社. 2011年7月22日時点のオリジナルよりアーカイブ。2012年8月21日閲覧。
15. ↑  『中森明菜写真集 VINGTANS -20 Years Old-』ケン企画、1985年12月24日。
16. ↑  『felicidad AKINA NAKAMORI LIVE '97』（VHS）中森明菜、ユニバーサルビクター、1997年9月22日。MVVH-5。
17. ↑  “BS-i Online | ドラマ”.  BS-i. 2001年11月26日時点のオリジナルよりアーカイブ。2012年8月21日閲覧。
18. ↑  “中森明菜 LIVE 2003 〜I hope so〜”.  WOWOW. 2004年5月7日時点のオリジナルよりアーカイブ。2012年8月21日閲覧。
19. ↑  “スポニチアネックス 芸能 記事”. スポーツニッポン.  スポーツニッポン新聞社 (2004年5月16日). 2004年6月3日時点のオリジナルよりアーカイブ。2012年8月21日閲覧。
20. ↑  “SOLITUDE 中森明菜のプロフィールならオリコン芸能人事典-ORICON STYLE”.   オリコン. 2012年8月9日閲覧。
21. ↑  『SOLITUDE』（CT）中森明菜、ワーナー・パイオニア、1988年12月21日。10L5-4052。
22. ↑  “中森明菜 / SOLITUDE [CD] [アルバム] - CDJournal.com”.   音楽出版社. 2012年8月9日閲覧。
23. ↑  “mora[モーラ] : 中森明菜「SOLITUDE」を試聴・ダウンロード”.  レーベルゲート. 2012年8月9日閲覧。
24. ↑  “SOLITUDE｜中森明菜｜試聴・ダウンロード ListenJapan 【 リッスンジャパン 】”.   Listen Japan. 2011年7月21日時点のオリジナルよりアーカイブ。2012年8月9日閲覧。